# Andorra op de Olympische Spelen

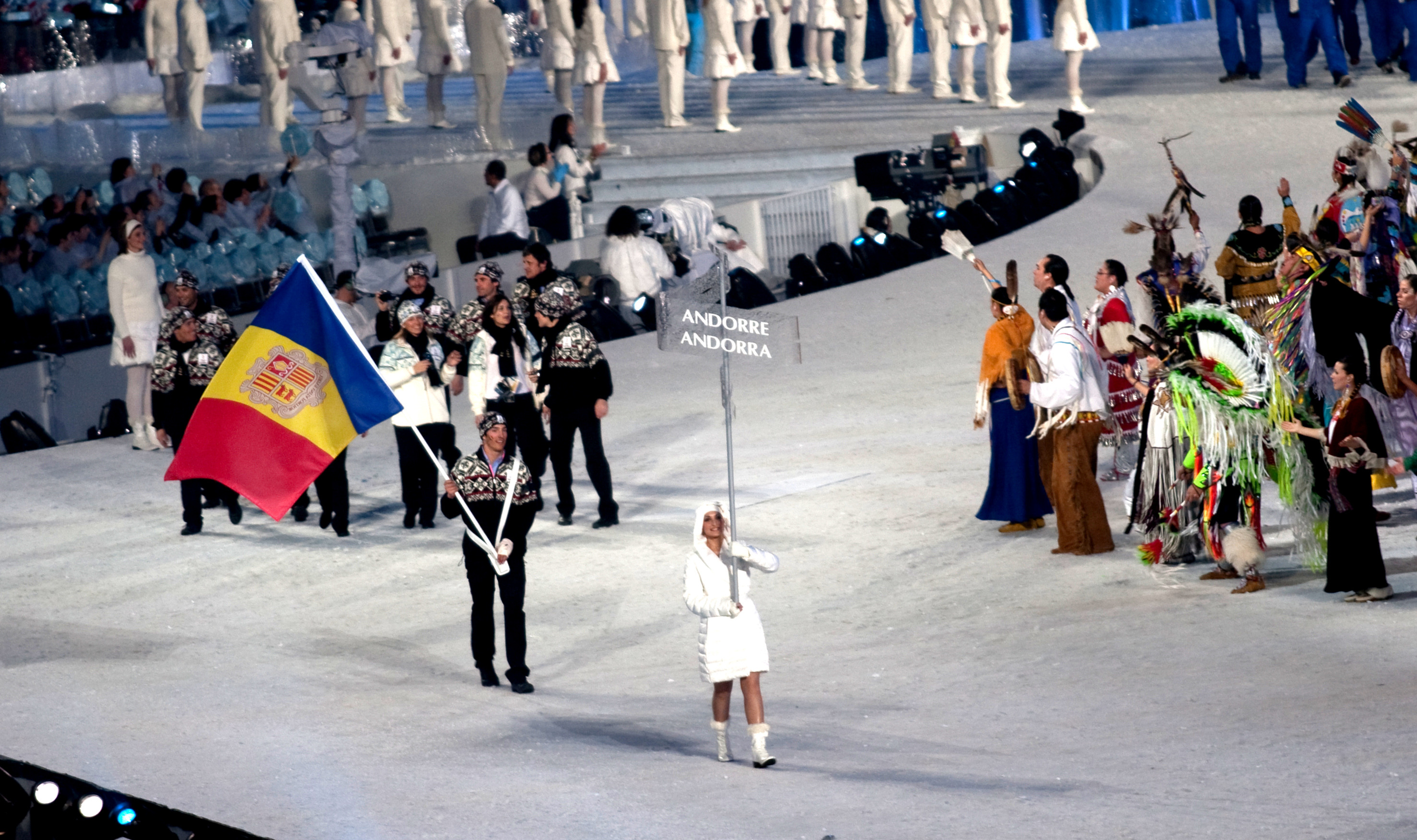
De ploeg van Andorra tijdens de opening van de Olympische Winterspelen van 2010

Andorra is een van de landen die deelneemt aan de Olympische Spelen. Andorra debuteerde op de Winterspelen van 1976. In datzelfde jaar kwam het voor het eerst uit op de Zomerspelen.
In 2018 nam Andorra voor de twaalfde keer deel aan de Winterspelen, in 2020 voor de twaalfde keer aan de Zomerspelen.

## Medailles en deelnames
De tabel geeft een overzicht van de jaren waarin werd deelgenomen, het aantal gewonnen medailles en de eventuele plaats in het medailleklassement.
| Zomerspelen | Zomerspelen | Zomerspelen | Zomerspelen | Zomerspelen | Zomerspelen |        | Winterspelen | Winterspelen | Winterspelen | Winterspelen | Winterspelen | Winterspelen |
| Jaar        | Goud        | Zilver      | Brons       | Totaal      | Rang        | Jaar   | Goud         | Zilver       | Brons        | Totaal       | Rang         |              |
| 1976        | 0           | 0           | 0           | 0           | -           | 1976   | 0            | 0            | 0            | 0            | -            |              |
| 1980        | 0           | 0           | 0           | 0           | -           | 1980   | 0            | 0            | 0            | 0            | -            |              |
| 1984        | 0           | 0           | 0           | 0           | -           | 1984   | 0            | 0            | 0            | 0            | -            |              |
| 1988        | 0           | 0           | 0           | 0           | -           | 1988   | 0            | 0            | 0            | 0            | -            |              |
| 1992        | 0           | 0           | 0           | 0           | -           | 1992   | 0            | 0            | 0            | 0            | -            |              |
| 1996        | 0           | 0           | 0           | 0           | -           | 1994   | 0            | 0            | 0            | 0            | -            |              |
| 2000        | 0           | 0           | 0           | 0           | -           | 1998   | 0            | 0            | 0            | 0            | -            |              |
| 2004        | 0           | 0           | 0           | 0           | -           | 2002   | 0            | 0            | 0            | 0            | -            |              |
| 2008        | 0           | 0           | 0           | 0           | -           | 2006   | 0            | 0            | 0            | 0            | -            |              |
| 2012        | 0           | 0           | 0           | 0           | -           | 2010   | 0            | 0            | 0            | 0            | -            |              |
| 2016        | 0           | 0           | 0           | 0           | -           | 2014   | 0            | 0            | 0            | 0            | -            |              |
| 2020        | 0           | 0           | 0           | 0           | -           | 2018   | 0            | 0            | 0            | 0            | -            |              |
| 2024        | 0           | 0           | 0           | 0           | -           | 2022   | 0            | 0            | 0            | 0            | -            |              |
| Totaal      | 0           | 0           | 0           | 0           |             | Totaal | 0            | 0            | 0            | 0            |              |              |
| Tot. Z+W    | 0           | 0           | 0           | 0           |             |        |              |              |              |              |              |              |

Afghanistan · Albanië · Algerije · Amerikaans-Samoa · Amerikaanse Maagdeneilanden · Andorra · Angola · Antigua en Barbuda · Argentinië · Armenië · Aruba · Australië · Azerbeidzjan · Bahama's · Bahrein · Bangladesh · Barbados · België · Belize · Benin · Bermuda · Bhutan · Bolivia · Bosnië en Herzegovina · Botswana · Brazilië · Britse Maagdeneilanden · Brunei · Bulgarije · Burkina Faso · Burundi · Cambodja · Canada · Centraal-Afrikaanse Republiek · Chili · China · Chinees Taipei · Colombia · Comoren · Congo-Brazzaville · Congo-Kinshasa · Cookeilanden · Costa Rica · Cuba · Cyprus · Denemarken · Djibouti · Dominica · Dominicaanse Republiek · Duitsland · Ecuador · Egypte · El Salvador · Equatoriaal-Guinea · Eritrea · Estland · Ethiopië · Fiji · Filipijnen · Finland · Frankrijk · Gabon · Gambia · Georgië · Ghana · Grenada · Griekenland · Groot-Brittannië · Guam · Guatemala · Guinee · Guinee-Bissau · Guyana · Haïti · Honduras · Hongarije · Hongkong · Ierland · IJsland · India · Indonesië · Irak · Iran · Israël · Italië · Ivoorkust · Jamaica · Japan · Jemen · Jordanië · Kaaimaneilanden · Kaapverdië · Kameroen · Kazachstan · Kenia · Kirgizië · Kiribati · Koeweit · Kosovo · Kroatië · Laos · Lesotho · Letland · Libanon · Liberia · Libië · Liechtenstein · Litouwen · Luxemburg · Madagaskar · Malawi · Malediven · Maleisië · Mali · Malta · Marokko · Marshalleilanden · Mauritanië · Mauritius · Mexico · Micronesië · Moldavië · Monaco · Mongolië · Montenegro · Mozambique · Myanmar · Namibië · Nauru · Nederland · Nepal · Nicaragua · Nieuw-Zeeland · Niger · Nigeria · Noord-Korea · Noord-Macedonië · Noorwegen · Oeganda · Oekraïne · Oezbekistan · Oman · Oost-Timor · Oostenrijk · Pakistan · Palau · Palestina · Panama · Papoea-Nieuw-Guinea · Paraguay · Peru · Polen · Portugal · Puerto Rico · Qatar · Roemenië · Rusland · Rwanda · Saint Kitts en Nevis · Saint Lucia · Saint Vincent en de Grenadines · Salomonseilanden · Samoa · San Marino · Saoedi-Arabië · Sao Tomé en Principe · Senegal · Servië · Seychellen · Sierra Leone · Singapore · Slovenië · Slowakije · Somalië · Spanje · Sri Lanka · Soedan · Suriname · Swaziland · Syrië · Tadzjikistan · Tanzania · Thailand · Togo · Tonga · Trinidad en Tobago · Tsjaad · Tsjechië · Tunesië · Turkije · Turkmenistan · Tuvalu · Uruguay · Vanuatu · Venezuela · Verenigde Arabische Emiraten · Verenigde Staten · Vietnam · Wit-Rusland · Zambia · Zimbabwe · Zuid-Afrika · Zuid-Korea · Zuid-Soedan · Zweden · Zwitserland
Historische landen: Bohemen · Bondsrepubliek Duitsland · Brits-Indië · Duitse Democratische Republiek · Joegoslavië · Malaya · Nederlandse Antillen · Noord-Borneo · Noord-Jemen · Saarland · Servië en Montenegro · Sovjet-Unie · Tsjecho-Slowakije · West-Indische Federatie · Zuid-Jemen
Bijzondere deelnames: Onafhankelijke olympische atleten · Vluchtelingenteam 
 Australazië · Duits Eenheidsteam · Gemengd team · Gezamenlijk Team